# Kuno Brandel
Kuno Brandel (* 29. November 1907 in Stuttgart; † 15. September 1983 in Baden-Baden) war ein deutscher Gewerkschafter, Journalist und Antifaschist. Er gilt als eine prägende Persönlichkeit für die Westintegration der westdeutschen Arbeiterbewegung nach dem Zweiten Weltkrieg.

## Leben
Der gelernte Werkzeugmacher war ab 1923 Mitglied im deutschen Metallarbeiter-Verband und im Kommunistischen Jugendverband Deutschlands (KJVD). Er wurde in den Folgejahren in den Vorstand der Metallarbeiterjugend in Stuttgart gewählt und war Vertreter dieser Organisation im gewerkschaftlichen Jugendkartell des Allgemeinen Deutschen Gewerkschaftsbundes (ADGB) und regelmäßiger Mitarbeiter in verschiedenen gewerkschaftlichen Zeitschriften. 1928 wurde er nach kurzer Mitgliedschaft aus der KPD ausgeschlossen und wechselte im selben Jahr zur Jugendorganisation der Kommunistischen Partei-Opposition (KPO).
Er war bis zur Machtübergabe an die Nationalsozialisten 1933 gewerkschaftlich tätig, danach arbeitete er im Untergrund weiter. 1934 kam er in Gestapo-Haft und wurde mehrere Monate gefangen gehalten. Kurz vor einer erneuten Verhaftung gelang ihm 1935 die Flucht nach Frankreich. Von dort aus ging er nach Spanien und nahm auf republikanischer Seite am Spanischen Bürgerkrieg teil. Nach dem Sieg der Faschisten flüchtete Brandel erneut nach Frankreich, wo er als politischer Flüchtling im September 1939 in Paris inhaftiert wurde. Zuvor war er aus der KPD-O ausgetreten. Durch den Erhalt eines der von Präsident Franklin D. Roosevelt bewilligten Danger-Visa für die Vereinigten Staaten gelang Brandel 1941 schließlich die Flucht aus Europa nach New York.
In New York war Brandel wieder als Werkzeugmacher und Journalist tätig, außerdem nahm er Kontakt zu der Gruppe um Jay Lovestone auf. Nach einem Studium arbeitete er für das Free Trade Union Committee (FTUC) und die American Federation of Labor (AFL). Er blieb insgesamt 8 Jahre in den Vereinigten Staaten, eine Zeit, die sich für ihn als politisch prägend erweisen sollte. Nach der Rückkehr nach Westdeutschland im Jahr 1949 wurde Brandel zunächst Redakteur der IG-Metall-Zeitschrift, von 1957 bis 1961 war er Chefredakteur. 1954 wurden ihm gleichzeitig mit der Aufnahme in den Vorstand der IG Metall die Bereiche Presse, Funk und Werbung übertragen. Seit 1958 war er zudem Mitglied des Aufsichtsrates der Neunkirchner Eisenwerk AG.
Ab Ende der 1950er Jahre traten zunehmend Spannungen zum politischen Kurs der IG Metall und deren Vorsitzenden Otto Brenner auf. Brandel trat für eine eher pragmatisch orientierte Gewerkschaftspolitik ein, befürwortete eine Öffnung in wirtschafts- und gesellschaftspolitischen Fragen im Sinne des Godesberger Programms der SPD, Bündnisse mit dem Arbeitnehmerflügel der CDU und unterstützte – was letztlich zu seiner Entmachtung im März 1961 führte – im offenen Widerspruch zu Brenner die Wiederbewaffnung und die Aufrüstungspolitik der Bundesregierung. Dies ist nach Ansicht der Historikerin Julia Angster vor allem auf Akkulturationseinflüsse während Brandels Exil in den Vereinigten Staaten zurückzuführen, die ihn wie zahlreiche andere Mitglieder des deutschen Exils stark in Richtung der westlichen Werteordnung und im Sinne einer offenen, pluralistischen Gesellschaft prägten. Brandel war Mitglied eines informellen, aber sehr einflussreichen persönlichen Netzwerks, dem so genannten Zehnerkreis, bestehend aus US-amerikanischen und deutschen Gewerkschaftern sowie Sozialdemokraten. Es bestand ab dem Kriegsende bis in die 1960er Jahre.
Neben einer westlich geprägten Wertevorstellung durch das Exil war es besonders auch ein schon in den dreißiger Jahren zunehmend einsetzender Antikommunismus, der die deutschen Mitglieder des Zehnerkreises mit ihren US-amerikanischen Kollegen einte. Durch die in ihren Augen zweifelhafte Rolle der Sowjets im Spanischen Bürgerkrieg, den so genannten "Stalinschen Säuberungen" 1936 bis 1938, und besonders nach dem Hitler-Stalin-Pakt 1939 hatten die ehemaligen Kommunisten mit ihren Überzeugungen gebrochen; ein auch für Brandel schwieriger und schmerzhafter Prozess, wie Angster betont.
Vor diesem Hintergrund führte Brandel ab 1949 den Kampf für die Westintegration der westdeutschen Gewerkschaften, mit ideeller und logistischer Unterstützung vor allem des Zehnerkreises, und zunächst innerhalb der IG Metall. Zu dieser Zeit stand die IG Metall, zumindest im Vorstand, noch mehrheitlich in der Weimarer Tradition des strikten Antikapitalismus und Klassenkampfes. Die lang anhaltenden internen Auseinandersetzungen führten im März 1961 zu Brandels Absetzung als Chefredakteur und als Pressechef – ein Vorgehen, das in der Öffentlichkeit großes Aufsehen hervorrief. Offiziell schied Brandel Ende Oktober 1961 aus der IG Metall aus. Das Düsseldorfer Programm des DGB von 1963, das im Wesentlichen den programmatischen Grundzügen des Godesberger Programms der SPD folgte und die Verankerung der westdeutschen Gewerkschaften in der marktwirtschaftlichen Grundordnung besiegelte, sollte Brandels Kurs wenig später bestätigen.
Nach Werner Thönnessen, ab 1962 Pressechef der IG Metall, stand Brandel klar in Opposition zur Beschlusslage der IG Metall und missbrauchte die Gewerkschaftszeitungen für seine Zwecke. Sein Ziel war es, mit Hilfe führender SPD-Funktionäre, besonders Herbert Wehners, den Kurs der IG Metall zu "korrigieren". Als dies in den IG Metall-Zeitungen immer deutlicher wurde und sein Renegatentum Proteste hervorrief, war Brandels Schicksal besiegelt.
Brandel wurde 1962 dann in den Vorstand der IG Bau-Steine-Erden aufgenommen. Seit Ende 1966 war er beim Vorstand dieser Gewerkschaft als Referent für Ost-West-Fragen und Internationale Beziehungen tätig, außerdem war er wieder Chefredakteur der Gewerkschaftszeitschrift. 1967 kritisierte Kuno Brandel, ohne vorherige Rücksprache mit dem Vorstand seiner Gewerkschaft, in einem offenen Brief an den DGB-Vorsitzenden Ludwig Rosenberg Überlegungen zur Entsendung einer DGB-Delegation zu den Feierlichkeiten anlässlich des 50. Jahrestages der russischen Oktoberrevolution nach Moskau. Die IG Bau-Steine-Erden, die darin einen "Akt der Illoyalität" gegenüber ihrem Vorstand sah, enthob Brandel daraufhin von allen Ämtern. Danach erhielt er mit Unterstützung Lovestones eine Stelle im Brüsseler Büro des IBFG, wo er bis zu seiner Pensionierung 1972 tätig war.